# Hyppa postmarginata
Hyppa postmarginata là một loài bướm đêm trong họ Noctuidae.